# Pisana ploskocevka
Pisana ploskocevka (znanstveno ime Trametes versicolor) je pogosta in po vsem svetu razširjena lesna goba. Raste v skupinah druga nad drugo na trohnečem lesu. Plodišče je pahljačasto, usnjato in s kolobarjastimi pasovi različnih barvnih odtenkov rjave; skrajni rob je navadno bel, proti središču pa prevladujejo rjavkasti vse temnejši pasovi. Ta del pogosto preraščajo alge, zato je goba na videz zelena. 

## Uporabnost
Pisana ploskocevka zaradi žilavosti in pustega, grenkega okusa velja za neužitno. Čaj iz nje pa je zdravilen in se uporablja v kitajski in japonski tradicionalni medicini. Iz gobe pridobivajo učinkovino polisaharid K (PSK) za spremljevalno terapijo pri zdravjenju raka, saj blaži neželene učinke kemoterapije, zlasti pri raku želodca, debelega črevesa in pljuč. Japonsko ministrstvo za zdravje je pripravek odobrilo že v osemdesetih letih 20. stoletja.  Pripravki iz pisane ploskocevke, ki spodbujajo delovanje imunskega sistema med kemo-/radioterapijo raka na dojkah, so v klinični stopnji preverjanja.